# Russell Hitchcock
Russell Hitchcock (Melbourne, 15 de junho de 1949) é um músico e vocalista do duo australiano Air Supply.
Em 1975, Russell Hitchcock formou o Air Supply após conhecer o músico britânico Graham Russell, durante a produção do musical Jesus Christ Superstar, em Melbourne, do qual ambos atuaram como membros do coro.
Em carreira paralela ao Air Supply, lançou três álbuns, Russell Hitchcock (1988), Take Time (2009) e Tennessee: The Nashville Sessions (2011).

## Hits
- "All Out of Love" (1980)
- "Even the Nights Are Better" (1982)
- "Making Love Out of Nothing at All" (1983)
- "The Power of Love (You Are My Lady)" (1985)
- "Lonely Is the Night" (1986)

## Discografia

### Com Air Supply
- Air Supply (1976)
- The Whole Thing Started (1977)
- Love & Other Bruises (1977)
- Life Support (1979)
- Lost in Love (1980)
- The One That You Love (1981)
- Now and Forever (1982)
- Air Supply  (1985)
- Hearts In Motion (1986)
- The Christmas Album (1987)
- The Earth Is... (1991)
- The Vanishing Race (1993)
- News from Nowhere (1995)
- The Book of Love (1997)
- Yours Truly (2001)
- Across the Concrete Sky (2004)
- Mumbo Jumbo (2010)

### Solo
- Russell Hitchcock (1988)
- Take Time (2009)
- Tennessee: The Nashville Sessions (2011)